# Kryczunowe
Kryczunowe (ukr. Кричунове) – wieś na Ukrainie, w obwodzie odeskim, w rejonie podolskim, w hromadzie Lubasziwka. W 2001 liczyła 595 mieszkańców.